# Fudbalski klub Dinamo Vranje
Il Fudbalski klub Dinam Vranje (in serbo ФК Динамо Врање?) è una società calcistica serba con sede a Vranje. 
Nella stagione 2021-2022 milita nella Srpska liga Istok, uno dei quattro gironi che compongono la Sprska Liga, il terzo livello del campionato di calcio serbo Campionato serbo di calcio.

## Storia
Il 24 gennaio 1947 nasce a Vranje il FK Dinamo che, come tante altre squadre nella Jugoslavia sceglie questo nome in onore dei club sovietici, vincitori della Seconda Guerra Mondiale. In realtà un club in città esisteva già, raccogliendo i giovani amanti del calcio, e nel 1951 viene costruito il Gradski Stadion.
Il FK Dinamo partecipa a tutte le competizioni minori fino alla stagione 2005/06 quando, vincendo la Srpska Liga, il terzo livello nazionale, viene promosso per la prima volta in Prva Liga.
Da allora la vita del club si alterna tra la seconda e la terza divisione nazionale fino alla scorsa stagione quando, terminando il campionato al secondo posto dietro al FK Proleter Novi Sad, viene promosso in Superliga 2018-2019 (Serbia).
Il 26 maggio 2019, la vittoria casalinga per 2-0 contro l’FK Inđija non basta a ribaltare lo 0-3 del primo spareggio salvezza e così il FK Dinamo retrocede dopo una sola stagione di massima lega.

## Stadio
Il Fk Dinamo gioca le sue partite casalinghe allo Stadion Yumco, avendo da tempo abbandonato il Gradski Stadion, meno moderno e funzionale, anche se più capiente.

## Palmarès

### Competizioni nazionali
- Srpska Liga: 2

2005-2006 (girone est), 2007-2008 (girone est)

### Altri piazzamenti
- Prva Liga Srbija:

Secondo posto: 2017-2018